# Эндрюс, Джон (архитектор)
Джон Гамильтон Эндрюс (29 октября 1933 год, Сидней, Новый Южный Уэльс — 24 марта 2022) — канадский и австралийский архитектор.

## Биография
Родился в Сиднее, Новый Южный Уэльс. В 1956 году окончил Сиднейский университет со степенью бакалавра. В 1957 году поступил на программу магистратуры по архитектуре в Гарвардский университет, где учился у Зигфрида Гедиона и Хосе Луиса Серта. В 1958 году в сотрудничестве с тремя студентами Гарварда принял участие в конкурсе на лучший проект городской ратуши и площади Торонто, заняв второе место. После окончания университета работал в компании John B Parkin Associates в Дон Миллс, пригороде Торонто, до 1962 года. С 1962 по 1967 год был председателем программы по архитектуре в Университете Торонто. В 1962 году основал архитектурное бюро John Andrews Architects в Торонто. В 1973 году расширил свою практику до Сиднея и переименовал фирму в John Andrews International Pty. Ltd.
С 2007 по 2022 год Эндрюс проживал и практиковал в Орандже — Новый Южный Уэльс.

## Проекты
- Университет Торонто Скарборо (1963)
- CN Tower (1973, совместно с WZMH, Торонто
- Зал Ганд Гарвардский университет
- Пассажирский терминал морского порта Майами (1970)
- Школа искусств Огайо (1972
- Штаб-квартира Intelsat в Вашингтоне (1988).
- Южная Резиденция, Онтарио
- Хукер Башня в Сиднее (1974)
- Жаба зал (АНУ)
- Студенческое общежитие в Университете Канберры (1971-1975)